# Емельянова-Павлова, Елизавета Ивановна
Елизавета Ивановна Емельянова-Павлова (1910—1993) — Заслуженный мастер спорта СССР (хоккей с мячом, 1943).

## Карьера
С 1927 года начала играть в юниорском составе московской команды «Красная Роза». В 1929 году стала игроком основного состава. В течение нескольких сезонов провела в Мосэнерго. Но основная часть карьеры связана с Буревестником. Она была одной из лучших хоккеисток с мячом. Играя в центре поля, успешно руководила командной игрой.
По окончании игровой карьеры много лет работала начальником планового отдела Мосторга. Была ректором Народного университета педагогических знаний.
В 1987—1990 — Председатель женской комиссии Федерации хоккея с мячом СССР. С 1990 г. — Почётный президент Ассоциации женского хоккея с мячом СССР (России).
Награждена орденом Ленина.

## Достижения
- Обладатель Кубка СССР — 1937, 1938, 1939, 1940, 1941, 1946
- Финалист Кубка СССР — 1945
- Чемпион СССР — 1935 (в команде ВЦСПС)
- Чемпион ВЦСПС — 1935, 1936
- Обладатель Кубка ВЦСПС — 1940, 1945, 1949, 1951, 1952, 1953
- Финалист Кубка ВЦСПС — 1949
- Чемпион Москвы — 1937, 1938, 1940, 1941, 1942, 1944, 1947
- Обладатель Кубка Москвы — 1940, 1941, 1942, 1946, 1947